# Zawadka (Nowy Sącz)
Zawadka – peryferyjna część miasta Nowy Sącz nad Kamienicą, położona na południowym wschodzie miasta, w rejonie ulic Prusa i Dąbrowskiej.
Włączona do Nowego Sącza 2 lutego 1977 jako część wsi Zawada.